# Arbejderdemonstration til Christiansborg
|  | Denne artikel er oprettet af botten Steenthbot ud fra en ekstern database. Den kan derfor have sproglige fejl eller mangler. Denne skabelon kan fjernes efter kontrol af indholdet. |

Arbejderdemonstration til Christiansborg er en dansk ugerevy fra 1945. 
Filmen er produceret af Dansk Film Co. A/S og rapporterer fra et demonstrationstog med arbejdere fra flere københavnske arbejdspladser, der demonstrerer.

## Handling
Arbejderdemonstration i 1944 eller -45 for bl.a. højere løn, 40 timers arbejdsuge, 3 ugers ferie og en afskaffelse af arbejdskortene. Demonstrationen går fra B&W-fabrikken på Amager til Christiansborg.